# Astrea curta
Espèce
Astrea curta est une espèce de coraux appartenant à la famille des Merulinidae.